# Тальерес (футбольный клуб, Кордова)
«Талье́рес» (исп. Club Atlético Talleres de Córdoba, испанское произношение: [ˈkluβ aˈtletiko taˈʎeɾes]) — аргентинский футбольный клуб из города Кордова.

## История
Клуб был основан 12 октября 1913 года рабочими Центральной железной дороги Кордовы под названием «Талье́рес Сентра́ль» (Atlético Talleres Central Córdoba). Лишь в 1970-е годы «цеховики» впервые попали в элитный дивизион Аргентины, в 1970—1990-е годы клуб балансировал между Примерой и Вторым дивизионом.
Клуб ни разу не становился чемпионом Аргентины, но имеет в своём активе победу в международном турнире — в последнем розыгрыше Кубка КОНМЕБОЛ 1999 года, когда практически все сильнейшие команды Южной Америки отказались от участия в турнире. В финале аргентинцы обыграли представителя низшей лиги Бразилии ССА из Масейо.
После победы в Кубке КОНМЕБОЛ «Тальерес» также принимал участие в 2001 году в Кубке Меркосур, а в 2002 году — в Кубке Либертадорес. Кроме «Тальереса» ни одна другая команда Кордовы не участвовала в международных турнирах (главные соперники «Тальереса»: «Институто» и «Бельграно»).
В 2015 году «Тальерес» вернул себе место во Втором дивизионе Аргентины (Примера B Насьональ). В 2016 году команда стала победителем турнира и вернулась в элитный дивизион аргентинского первенства.

## Достижения
- Вице-чемпион Аргентины (1): 1977 (Насьональ), 2024
- Третий призёр чемпионата Аргентины (4): 1980 (Метрополитано), 1982 (Насьональ), 2004 (Клаусура), 2021
- Чемпион Аргентины во Втором дивизионе (2): 1997/98, 2016
- Чемпион Третьего дивизиона Аргентины (2): 2012/13, 2015
- Финалист Кубка Аргентины (2): 2019/20, 2022
- Обладатель Кубка КОНМЕБОЛ (1): 1999